# Dweep
《Dweep》是由Dexterity Software在1999年发行的解谜游戏。

## 玩法
Dweep是一个紫色生物，必须通过重重困难来营救手无寸铁的婴儿Dweeps。
障碍物包括激光、加热板、炸弹和其他危险。 Dweep必须只使用非暴力工具（如镜子，扳手和水桶）来绕过这些。游戏的非暴力、精神挑战性质是作者的刻意设计。
游戏包含30个原创游戏关卡和一个奖励关卡。Dweep Gold 还包括五个免费奖励关卡和两个扩展包（每个关卡20个关卡），以及一些自定义关卡。

## 奖项
- 《Dweep》获 2000Shareware Industry Award（英语：Shareware Industry Award）.[3]
- 扩展包Dweep Gold获2001 Shareware Industry Award（英语：Shareware Industry Award）最佳动作/街机游戏奖。[4]  （击败Arkanoid（英语：Arkanoid）获得此荣誉）

## 制作
Dweep由Steve Pavlina创作和编程，Michael Huang （页面存档备份，存于）作曲。Pavlina在他的博客上的一篇文章中描述了他做游戏的过程。 （页面存档备份，存于）